# Nymanstorp
Nymanstorp är en ort i Locketorps socken i Skövde kommun i Västra Götalands län.
Nymanstorp klassificerades av Statistiska centralbyrån fram till och med 2005 som en småort namnsatt till Locketorp, men miste den statusen 2010 när folkmängden hade sjunkit under 50 personer. 2023 klassades den åter som småort.